# Маленьке містечко
«Маленьке містечко» (англ. «Mini Town») — китайський мультсеріал для дітей виробництва продюсерської групи «Unimage». Мультсеріал орієнтований на дітей від 2 до 6 років.

## Виробництво
Мультсеріал створений у техніці «stop motion» студією «Hangzhou Steamworks Culture Creativity Co, LTD». Наприкінці кожної серії глядач бачить залаштунки створення мультсеріалу.
Мультсеріал містить 2 сезони по 26 серій (разом 52 серії). Тривалість серії становить 7 хвилин 30 секунд. Також зараз розробляється 3 та 4 сезон по 26 серій.
З 1 березня 2020 року на телеканалі «ПлюсПлюс» почалася трансляція перших 52 серії мультсеріалу. Також доступний для перегляду на sVOD-платформі «1+1 video». Транслювався на індонезійському телеканалі RTV.

## Сюжет та персонажі
Сімейство ведмежат Брюле живуть в Маленькому Містечку, в якому мешкають ведмедики. Їхнє життя сповнене безліччю курйозних ситуацій, але любов, яка панує між ними, дає силу цьому дуже потішному сімейству завжди знаходити розв'язок. Маленький глядач разом із головним героєм досліджує навколишній світ та вчиться цінним життєвим урокам.
Головні герої:
- Брюле — маленька пухнаста дівчинка-ведмедик.
- Пудинг — її малесенький братик.
- Місіс Брюле — матуся Брюле та Пудинга.
- Містер Брюле — татко Брюле та Пудинга.

## Український дубляж
Українською мовою серіал дубльовано студією 1+1 у 2020 році.

### Ролі дублювали
- Оповідач — Олег Лепенець
- Брюле — Анастасія Зіновенко
- Пудинг — Юлія Перенчук
- Місіс Брюле — Олена Яблочна
- Містер Брюле — Олесь Гімбаржевський

А також: Юрій Висоцький, Ярослав Чорненький, Євген Пашин, Анатолій Зіновенко, Максим Кондратюк, Павло Скороходько, Дмитро Терещук, Роман Чорний, Андрій Альохін, Михайло Тишин, Олександр Погребняк, Андрій Соболєв, Ніна Касторф, Лідія Муращенко, Катерина Сергеєва, Наталя Романько-Кисельова, Анна Дончик, Аліса Гур'єва.

## Цікаві факти
- Місіс Брюле — віртуальна блогерка, яка веде власний обліковий запис у соціальній мережі Instagram для мам з гумором — розкриває близькі мамам теми в позитивному ракурсі[5].